# Ніколає Табакару
Ніколае Табакару (20 серпня 1955 року, с. Надрічне, Тарутинський район, Одеська область, Україна) — молдовський дипломат і політик. Міністр закордонних справ Молдови (1997—2000).

## Життєпис
Народився 20 серпня 1955 року в селі Надрічне, Тарутинського району, Одеської області. Закінчив Кишинівський державний університет і Ленінградську школу політичних наук (1987—1989), потім навчався в Дипломатичній академії в Москві (1991—1992). Він також був слухачем дипломатичних курсів Міністерства закордонних справ Швеції (1993). Вільно володіє англійською, російською та французькою мовами.
У 1989 році був призначений першим секретарем відділу протоколу та інформації, а в наступному році став начальником протокольного відділу.
Потім працював у Міністерстві закордонних справ Республіки Молдова, займав посаду директора Дирекції ООН та Директора протоколу МАЕ (1992—1993). Потім він направляється до Посольства Республіки Молдова з Королівства Бельгія спочатку як радник, а потім як радник-міністр (1993—1996). Він повернувся в країну в 1996 році, на посаду голови Дирекції Європи та Північної Америки та радника президента Петру Лучинського.
З 28 липня 1997 року по 22 листопада 2000 року Ніколає Тебачару був міністром закордонних справ Республіки Молдова. У цей період, 20 серпня 1999 року, йому було присвоєно дипломатичне звання надзвичайного і повноважного посла.
Указом Президента від 14 лютого 2001 року Ніколає Табакару був призначений Надзвичайним і Повноважним Послом Республіки Молдова у Федеративній Республіці Німеччина. Потім, 20 лютого 2002 року, він також був призначений представником у Королівстві Данія та Королівстві Швеція.